# حسن العمری (بازیکن فوتبال، زاده ۱۹۹۴)
حسن العمری (عربی: حسن العمري؛ زادهٔ ۲۱ آوریل ۱۹۹۴) یک ورزشکار اهل عربستان سعودی است.
از باشگاه‌هایی که در آن بازی کرده‌است می‌توان به باشگاه فوتبال القادسیه عربستان سعودی اشاره کرد.